# Зёйдерзе (департамент)
Зёйдерзе (фр. Zuyderzée) — административная единица Первой французской империи, располагавшаяся на части земель современных нидерландских провинций Северная Голландия и Утрехт. Департамент назван по заливу Зёйдерзе.
Департамент был создан 1 января 1811 года, после того как Королевство Голландия было аннексировано Францией.
После разгрома Наполеона эти земли вошли в состав Объединённого королевства Нидерландов.